# Distretto di Hlybokae
Il distretto di Hlybokae (in bielorusso Іванаўскі раён?) è un distretto (raën) della Bielorussia appartenente alla regione di Vicebsk.